# Caltavuturo
Caltavuturo (sicilià Caltavuturu) és un municipi italià, dins de la ciutat metropolitana de Palerm. L'any 2007 tenia 4.571 habitants. Limita amb els municipis de Polizzi Generosa, Scillato, Sclafani Bagni i Castellana Sicula.

## Administració
| Període | Identitat           | Partit        |
| ------- | ------------------- | ------------- |
| 2007-   | Giannopolo Domenico | Llista cívica |